# زوران یانکوویچ (بازیکن واترپلو)
زوران یانکوویچ (انگلیسی: Zoran Janković؛ ۸ ژانویهٔ ۱۹۴۰ – ۲۵ مهٔ ۲۰۰۲) بازیکن واترپلو اهل یوگسلاوی بود.
وی در مسابقات کشوری و بین‌المللی در مجموع برندهٔ ۱ مدال طلا، ۱ مدال نقره شده‌است.